# Fußball-Bezirksliga Frankfurt/Oder 1990/91
Die Fußball-Bezirksliga Frankfurt (Oder) 1990/91 war die 39. Spielzeit des Deutschen Fußball-Verbandes im Fußball der Männer.
Der FSV Fürstenwalde wurde in dieser Saison zum dritten Mal Meister im Bezirk Frankfurt/Oder und stieg damit in die Verbandsliga Brandenburg auf. Die SG Aufbau Eisenhüttenstadt errang, punktgleich aber mit einem schlechteren Torverhältnis, die Vizemeisterschaft. Als Absteiger stand nach dem 26. Spieltag ursprünglich der KSC Strausberg fest. 
Da die Bezirksliga in der Folgesaison auf 16 Mannschaft aufgestockt wurde, entfiel dadurch der Abstieg des KSC Strausberg.

## Teilnehmer
An der Spielzeit 1990/91 nahmen insgesamt 14 Vereine teil.
| Bezirksliga Frankfurt/Oder 1989/90 |                         |                           |
| SG Aufbau Eisenhüttenstadt         | SV Eiche Groß-Rietz     | SV Germania 90 Schöneiche |
|                                    |                         |                           |
| Eisenbahn SV Eberswalde 1949       | SV Jahn Bad Freienwalde | SV Victoria Seelow        |
|                                    |                         |                           |
| KSC Strausberg                     | SV Blau-Weiß 90 Gartz   |                           |

| Staffelwechsel aus der Bezirksliga Neubrandenburg 1989/90 |                          |
| FSV Rot-Weiß Prenzlau II                                  | SV Victoria 1914 Templin |

| Bezirksklasse 1989/90    |                   |                        |
| FSV Blau-Weiß 90 Wriezen | Müllroser SV 1898 | SV Motor Eberswalde II |
|                          |                   |                        |
| FSV Fürstenwalde         |                   |                        |

## Saison 1990/91

### Abschlusstabelle
| Pl. | Verein                       | Sp. | S  | U  | N  | Tore    | Diff. | Punkte |
| --- | ---------------------------- | --- | -- | -- | -- | ------- | ----- | ------ |
| 1.  | FSV Fürstenwalde (N)         | 26  | 18 | 5  | 3  | 079:280 | +51   | 41:11  |
| 2.  | SG Aufbau Eisenhüttenstadt   | 26  | 18 | 5  | 3  | 073:250 | +48   | 41:11  |
| 3.  | FSV Blau-Weiß 90 Wriezen (N) | 26  | 18 | 5  | 3  | 059:220 | +37   | 41:11  |
| 4.  | SV Victoria 1914 Templin     | 26  | 14 | 6  | 6  | 063:320 | +31   | 34:18  |
| 5.  | SV Germania 90 Schöneiche    | 26  | 10 | 9  | 7  | 033:310 | +2    | 29:23  |
| 6.  | Müllroser SV 1898 (N)        | 26  | 8  | 12 | 6  | 042:370 | +5    | 28:24  |
| 7.  | Eisenbahn SV Eberswalde 1949 | 26  | 10 | 7  | 9  | 045:330 | +12   | 27:25  |
| 8.  | SV Motor Eberswalde II (N)   | 26  | 10 | 5  | 11 | 061:530 | +8    | 25:27  |
| 9.  | SV Jahn Bad Freienwalde      | 26  | 6  | 12 | 8  | 029:280 | +1    | 24:28  |
| 10. | SV Victoria Seelow           | 26  | 8  | 7  | 11 | 031:450 | −14   | 23:29  |
| 11. | FSV Rot-Weiß Prenzlau II     | 26  | 9  | 4  | 13 | 027:520 | −25   | 22:30  |
| 12. | SV Blau-Weiß 90 Gartz        | 26  | 4  | 7  | 15 | 039:730 | −34   | 15:37  |
| 13. | SV Eiche Groß-Rietz          | 26  | 4  | 2  | 20 | 027:640 | −37   | 10:42  |
| 14. | KSC Strausberg               | 26  | 1  | 2  | 23 | 017:102 | −85   | 04:48  |

| (N) | Aufsteiger aus der Bezirksklasse 1989/90 |

### Kreuztabelle
| 1990/91                      | FSV Fürstenwalde | SG Aufbau Eisenhüttenstadt | FSV Blau-Weiß 90 Wriezen | SV Victoria 1914 Templin | SV Germania 90 Schöneiche | Müllroser SV 1898 | ESV Eberswalde 1949 | SV Motor Eberswalde II | SV Jahn Bad Freienwalde | SV Victoria Seelow | FSV Rot-Weiß Prenzlau II | SV Blau-Weiß 90 Gartz | SV Eiche Groß-Rietz | KSC Strausberg |
| ---------------------------- | ---------------- | -------------------------- | ------------------------ | ------------------------ | ------------------------- | ----------------- | ------------------- | ---------------------- | ----------------------- | ------------------ | ------------------------ | --------------------- | ------------------- | -------------- |
| FSV Fürstenwalde             |                  | 4:0                        | 1:3                      | 1:2                      | 3:1                       | 4:3               | 1:1                 | 4:2                    | 2:0                     | 8:0                | 1:0                      | 5:1                   | 2:0                 | 7:0            |
| SG Aufbau Eisenhüttenstadt   | 1:3              |                            | 1:1                      | 2:2                      | 3:0                       | 1:1               | 2:2                 | 4:1                    | 3:0                     | 5:0                | 4:0                      | 7:0                   | 6:1                 | 3:0            |
| FSV Blau-Weiß 90 Wriezen     | 0:4              | 4:1                        |                          | 2:0                      | 0:0                       | 0:0               | 2:0                 | 3:0                    | 1:0                     | 5:0                | 4:1                      | 5:2                   | 8:1                 | 1:0            |
| SV Victoria 1914 Templin     | 2:5              | 0:1                        | 1:1                      |                          | 2:2                       | 2:1               | 4:1                 | 5:3                    | 0:0                     | 2:1                | 0:1                      | 6:0                   | 2:0                 | 5:1            |
| SV Germania 90 Schöneiche    | 0:2              | 0:2                        | 2:1                      | 0:1                      |                           | 3:0               | 1:0                 | 2:2                    | 2:1                     | 1:1                | 1:0                      | 4:1                   | 3:1                 | 2:0            |
| Müllroser SV 1898            | 2:2              | 1:1                        | 0:1                      | 1:1                      | 0:0                       |                   | 1:1                 | 4:2                    | 3:0                     | 0:0                | 2:1                      | 2:2                   | 1:1                 | 2:1            |
| Eisenbahn SV Eberswalde 1949 | 2:4              | 1:2                        | 4:0                      | 1:0                      | 4:0                       | 2:4               |                     | 2:3                    | 0:0                     | 1:0                | 3:0                      | 2:2                   | 4:1                 | 2:0            |
| SV Motor Eberswalde II       | 1:1              | 0:4                        | 0:3                      | 1:3                      | 1:2                       | 5:2               | 2:1                 |                        | 1:2                     | 0:0                | 1:1                      | 6:0                   | 1:0                 | 6:0            |
| SV Jahn Bad Freienwalde      | 2:0              | 0:1                        | 1:1                      | 1:3                      | 0:0                       | 1:1               | 1:1                 | 3:3                    |                         | 3:0                | 0:0                      | 0:0                   | 3:1                 | 3:1            |
| SV Victoria Seelow           | 2:2              | 0:3                        | 0:1                      | 2:1                      | 0:0                       | 1:3               | 0:6                 | 5:0                    | 0:0                     |                    | 1:2                      | 4:0                   | 1:0                 | 4:1            |
| FSV Rot-Weiß Prenzlau II     | 0:4              | 1:5                        | 0:3                      | 1:5                      | 2:2                       | 3:2               | 2:0                 | 0:5                    | 0:0                     | 0:5                |                          | 4:0                   | 1:0                 | 3:0            |
| SV Blau-Weiß 90 Gartz        | 2:2              | 1:2                        | 2:5                      | 2:2                      | 1:1                       | 1:3               | 0:1                 | 2:4                    | 3:1                     | 0:0                | 3:0                      |                       | 3:1                 | 7:0            |
| SV Eiche Groß-Rietz          | 1:3              | 1:5                        | 1:2                      | 0:2                      | 2:0                       | 0:2               | 0:2                 | 0:2                    | 1:1                     | 1:2                | 0:2                      | 3:2                   |                     | 5:4            |
| KSC Strausberg               | 0:4              | 1:4                        | 0:2                      | 1:10                     | 1:4                       | 1:1               | 1:1                 | 0:9                    | 0:6                     | 0:2                | 1:2                      | 3:2                   | 0:5                 |                |